# Guenever
Guenever, Gwenhwyfar eller Guinevere var i keltisk mytologi kung Arturs hustru. Hon sägs vara en dotter till några jättar, men andra legender säger att hon var dotter till kung Leodegraunce.
Guenever förleds in i ett triangeldrama där hon bedrar kungen med dennes mest förtrogne, sir Lancelot. I berättelserna om henne framträder hon som en gestalt som slits mellan sinnliga lustar och kungliga krav, hon beskrivs både som en person full av värdighet och en kvinna som inte är helt oskuldsfull.

## Se även

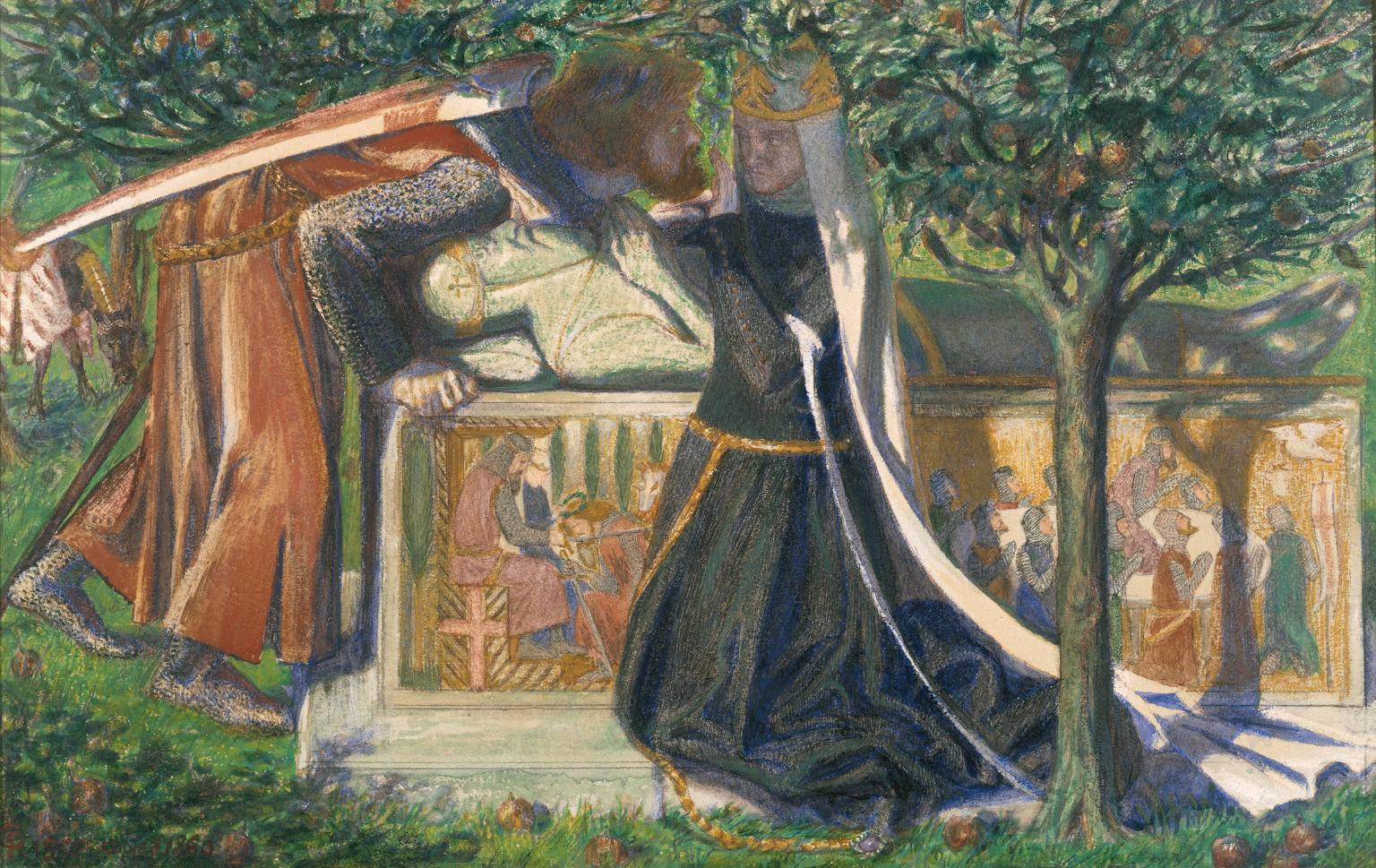
Dante Gabriel Rossettis målning: Artur's Tomb - The Last Meeting of Lancelot and Guinevere.
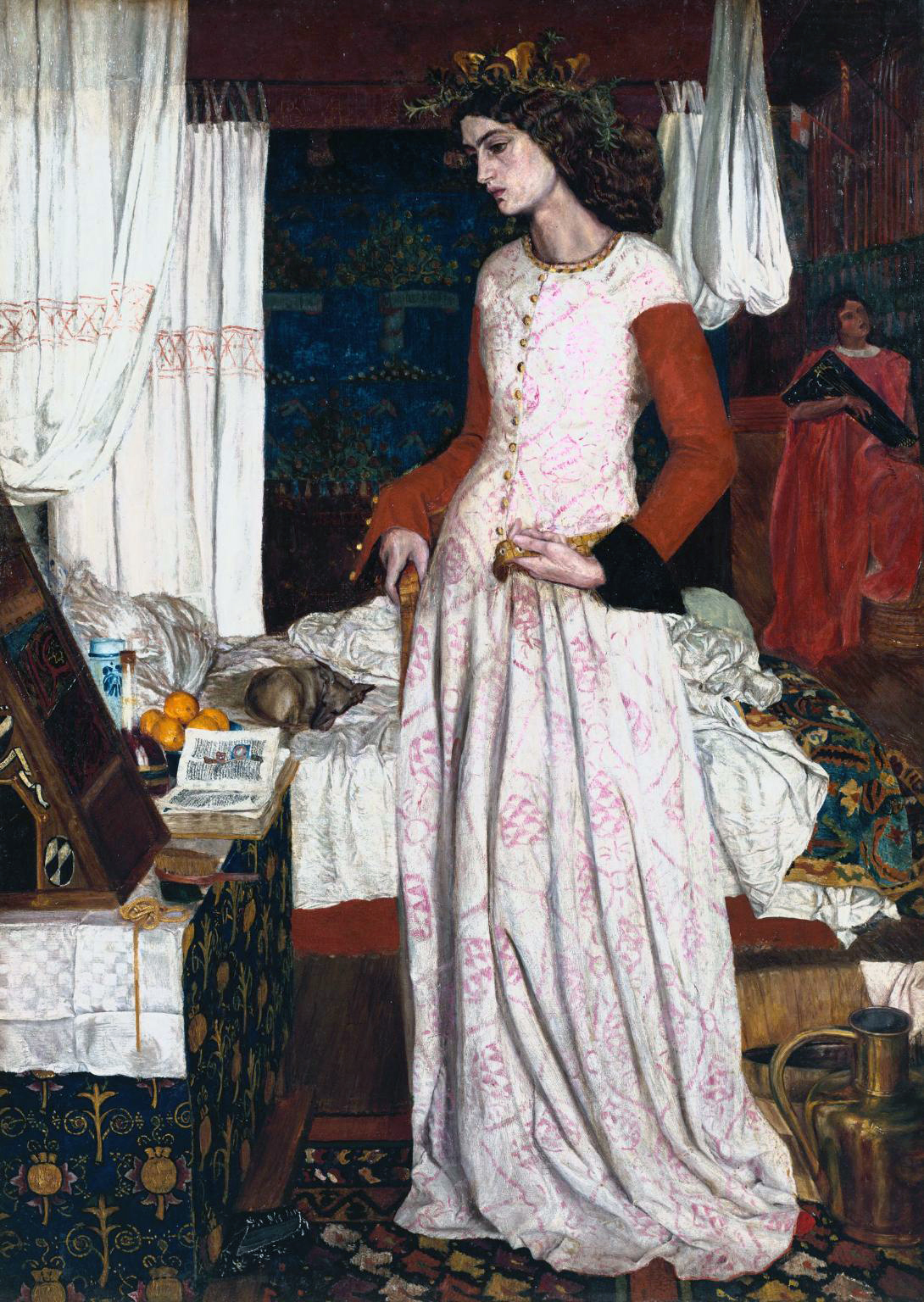
"Queen Guinevere" (William Morris).